# 发展援助
发展援助（Development aid）指以促进发展中国家的发展为目的的国际间实物资源或资金转移。一般是由已開發國家提供各種援助資源。

## 发展援助组织
- 经济合作与发展组织发展援助委员会